# 許政
許 政（ホ・ジョン、朝鮮語: 허정、建陽元年（1896年）4月8日 - 1988年9月18日）は、朝鮮の独立運動家、大韓民国の政治家。主に第一共和国、第二共和国時代に活躍した。本貫は金海許氏。号は友洋（ウヤン、ゆうよう、우양）。別名、許聖洙（ホ・ソンス、허성수）。

## 生涯

### 独立運動家として
釜山府に貿易商の三男として生まれた。中央学校を経て普成専門学校法学科を卒業。学生時代に李東輝の講演を聴いて感銘を受け三・一独立運動に参加した後、中国に亡命し大韓民国臨時政府に参加。
1920年にフランスへ渡航、この時名前を「許政」に変え、肉体労働に従事しながら在仏韓人居留民団会長を務めた。翌1921年にはアメリカへ渡り、李承晩を助けながらニューヨーク韓人留学生会長と北米韓人僑民総団長を務めた。1923年には、アメリカにおける朝鮮語新聞を発行する『三一新報』の社長に就任した。
1932年に『三一新報』を李起鵬に任せて帰国、一時は音楽教師となるものの起業。だが事業に失敗し、1933年に李起鵬が帰国すると共同で鉱山経営に関与する。 それ以来許政と李起鵬は鉱業に専念し、忠清北道永同の蛍石鉱山を買収するまでになるが、1938年には興業倶楽部事件で逮捕。1942年には朝鮮語学会事件で再度逮捕・収監された。結局どちらも直ぐ釈放され、以後は政治問題に殆ど関与しなかったものの、李承晩の側近であったことから要監視人物として監視を受けていた。

### 李承晩政権下
太平洋戦争終結で日本が降伏すると直ぐに政治活動を再開し、9月21日に韓国民主党の慶尚南道総務を引き受け、国会議員に当選。大韓民国政府樹立後の1948年に交通部長官となり、以後社会部長官・無任所長官（1950年・1952年4月 - 7月22日）を務める。この間1951年11月6日から1952年4月9日まで国連総会に出席する張勉国務総理の臨時代理となるが、釜山政治波動で野に下る。
その後1957年から1959年までソウル特別市長（第8代）を務め、1959年の日韓会談では韓国側代表として出席。1960年4月には外務部長官となるが、大統領選挙での不正から四月革命が勃発。許政は李承晩に対し早期退陣による事態の収拾を提案し、李承晩が大統領を辞任した翌日の4月27日から首席国務長官（内閣首班）兼外交部長官として正副大統領が実質空席状態の国政を指揮した。6月15日には韓国憲法改正で復活した国務総理の第6代目となり、李承晩亡命から新政府発足まで続いた過渡政府の大統領権限代行（1960年4月27日 - 1960年8月12日）を務めた。

### 5・16軍事クーデター以降
第二共和国成立後は政界から退き李承晩の復権に尽力していたものの、5・16軍事クーデターを経て朴正煕軍事政権が成立すると軍政側から誘いを受ける。これを許は拒絶したものの、1963年に国民の党を結成し来たる大統領選挙への出馬を表明。だが民間政治家の候補一本化に伴い、自らは出馬を断念し尹潽善支持に回った。その後は民主党→民衆党→新民党と野党で活動するが、1967年に再度国政から引退する。
その後、朴政権から国土統一院顧問に指名され、崔圭夏・全斗煥政権では国政諮問会議議員を務めた。

## 著書
- 『明日のための証言』（내일을 위한 증언）